# District de Đak Pơ
Đak Pơ est un district rural de la province de Gia Lai, dans les montagnes centrales du Viêt Nam

## Géographie
Le district couvre une superficie de 500 km2.
La capitale du district se trouve à Đak Pơ. 